# Sibylle Reinfried
Sibylle Reinfried (* 1955) ist eine Schweizer Geowissenschaftlerin und emeritierte Professorin für Geographiedidaktik.

## Leben
Sibylle Reinfried studierte Geologie, Paläontologie, Mineralogie, Petrographie, Physik und Chemie an der Universität Heidelberg, wo sie 1984 promoviert wurde. Anschliessend studierte sie Geographie an der Universität Zürich, wo sie auch das Diplom für das Höhere Lehramt erwarb. 1990 wurde sie Oberassistentin am Geographischen Institut der Eidgenössisch Technischen Hochschule Zürich (ETH) und 1993 Dozentin für Geographiedidaktik an der ETH und Universität Zürich. Von 1986 bis 2003 arbeitete sie im Nebenamt als Geographielehrerin für die Sekundarstufen I und II. 2003 folgte der Ruf auf eine Professur für Geographie und Geographiedidaktik an die Pädagogische Hochschule Ludwigsburg. 2006 trat sie eine Professur für Geographie und Geographiedidaktik an der Pädagogische Hochschule Zentralschweiz (seit 2013/2014 PH Luzern) an. 2018 wurde Reinfried emeritiert. Sie war Visiting Professor an der Western Michigan University (2000) und dem Macalester College in Minnesota (2002). 2018 gründete sie die Beratungsfirma GeoEduc in Zürich, deren Geschäftsführerin sie ist.

## Leistungen
Reinfrieds Forschungsschwerpunkte liegen in der fachdidaktischen Lehr-Lernforschung in den Geowissenschaften. Sie gilt als eine Wegbereiterin der Präkonzeptforschung in der deutschsprachigen Geographiedidaktik. Ausgehend von einer konstruktivistischen Sichtweise des Lernens hat sie in der ersten Dekade der 2000er Jahre das bis dahin in der deutschsprachigen Geographiedidaktik weitgehend unbeachtete psychologische Konzept der Präkonzepte (Alltagstheorien, subjektive Theorien), den Prozess des Conceptual Change sowie den Ansatz der Didaktischen Rekonstruktion durch ihre Forschung bekannt gemacht. Der Fokus ihrer wissenschaftlichen Arbeiten liegt auf der Erforschung und Veränderung von Schülervorstellungen über physisch geographische Themen wie Treibhauseffekt und Klimawandel, Gletscher, Grundwasser und Wasserquellen. Sie entwickelte zu diesen Themen fachlich und lerntheoretisch fundierte Lernangebote,  mit dem Ziel einen lernwirksamen Geographieunterricht zu initiieren.
Im Rahmen ihres fachpolitischen Engagements hat sie 2007 anlässlich der UNESCO Dekade für Bildung für nachhaltige Entwicklung 2005–2014 zusammen mit Hartwig Haubrich und Yvonne Krautter (vormals Y. Schleicher) die Luzerner Erklärung über geographische Bildung für nachhaltige Entwicklung verfasst, welche vom Vorsitzenden der Commission on Geographical Education der International Geographical Union IGU CGE, Lex Chalmers, anlässlich des IGU CGE-Symposiums in Luzern 2007 unterzeichnet und von der IGU-Plenarversammlung am IGU-Kongress in Tunis 2008 genehmigt wurde. Die Luzerner Erklärung wurde in 14 Sprachen übersetzt.
Das Standardwerk der Geographiedidaktik Geographie unterrichten lernen wurde 2023 von Reinfried in aktualisierter und weiterentwickelter Neuauflage unter dem Titel Unsere Erde – Geographie unterrichten lernen. Die Didaktik der Geographie herausgegeben.

## Funktionen (Auswahl) und Ehrungen
- Mitglied des erweiterten Vorstands des deutschen Hochschulverbandes für Geographiedidaktik, Referentin für die Schweiz (2003–2012)
- Mitglied des Steering Committees der International Geographical Union – Commission on Geographical Education IGU CGE (2004–2012)[23]
- Beratendes Mitglied der International Geographical Union – Commission on Geographical Education IGU CGE seit 2016[24]
- Mitbegründerin des Verbands Geographiedidaktik Schweiz VGD[25] (vormals VFGg) im Jahr 2008, Vorstandsmitglied (2010–2015) und Ko-Präsidentin (2012–2015)
- Auszeichnung mit dem Swiss Mountain Water Award des Kompetenznetzwerks Wasser im Berggebiet[26] 2010 zusammen mit den Hydrologen Simon Scherrer[27] und Peter M. Kienzler (Scherrer AG)[28]
- Vertretung der Geographiedidaktik in der Kommission Nachwuchsförderung der Akademie der Naturwissenschaften Schweiz SCNAT[29] von 2020 bis 2023
- Mitglied im Wissenschaftlichen Beirat des Research Center for Climate Change Education for Sustainable Development ReCCE an der Pädagogischen Hochschule Freiburg im Breisgau seit 2022[30]

## Publikationen (Auswahl)

### Herausgeberwerke
- Sibylle Reinfried, Yvonne Schleicher, Armin Rempfler (Eds.): Geographical Views On Education For Sustainable Development. Proceedings, Lucerne Symposium, Switzerland, July 29-31, 2007. Geographiedidaktische Forschungen, Vol. 42, Nürnberg, Hochschulverband für Geographiedidaktik (HGD), Weingarten 2007, ISBN 978-3-925319-29-7.
- Sibylle Reinfried (Hrsg.): Schülervorstellungen und geographisches Lernen. Aktuelle Conceptual-Change-Forschung und Stand der theoretischen Diskussion. Logos, Berlin 2010, ISBN 978-3-8325-2443-2.
- Gregor Falk, Hartwig Haubrich, Michael Müller, Sibylle Reinfried, Yvonne Schleicher (Eds.): Experience-based Geography Learning IGU-CGE 2012 Symposium Proceedings. mbv, Berlin 2012, ISBN 978-3-86387-202-1.
- Sibylle Reinfried (Hrsg.): Unsere Erde – Geographie unterrichten lernen. Die Didaktik der Geographie. Cornelsen, Berlin 2023, ISBN 978-3-06-065941-8.

### Beiträge in Fachzeitschriften
- Sibylle Reinfried, Christian Mathis, Ulrich Kattmann: Das Modell der Didaktischen Rekonstruktion. Eine innovative Methode zur fachdidaktischen Erforschung und Entwicklung von Unterricht. Beiträge zur Lehrerbildung, Band 27, Nr. 3, 2009, doi:10.25656/01:13710, S. 404–414.
- Sibylle Reinfried, Urs Aeschbacher, Benno Rottermann: Improving students’ conceptual understanding of the greenhouse effect using theory-based learning materials that promote deep learning. International Research in Geographical and Environmental Education, Band 21, Nr. 2, Mai 2012, doi:10.1080/10382046.2012.672685, S. 155–178.
- Sibylle Reinfried, Urs Aeschbacher, Peter M. Kienzler, Sebastian Tempelmann: Mit einer didaktisch rekonstruierten Lernumgebung Lernerfolge erzielen – das Beispiel Wasserquellen und Gebirgshydrologie. Zeitschrift für Didaktik der Naturwissenschaften, 2013, S. 259–286.[31]
- Sibylle Reinfried, Sebastian Tempelmann: The Impact of Secondary School Students' Preconceptions on the Evolution of their Mental Models of the Greenhouse Effect and Global Warming. International Journal of Science Education, Band 36, Nr. 2, Januar 2014, doi:10.1080/09500693.2013.773598, S. 304–333.
- Sibylle Reinfried, Urs Aeschbacher, Peter M. Kienzler, Sebastian Tempelmann: The model of educational reconstruction – a powerful strategy to teach for conceptual development in physical geography: The case of water springs. International Research in Geographical and Environmental Education, Band 24, Nr. 3, Juli 2015, doi:10.1080/10382046.2015.1034459, S. 237–257.
- Sibylle Reinfried, Roland Kuenzle: Application of a Knowledge-in-Pieces perspective to students’ explanations of water springs: A complex phenomenon pertaining to the field of physical geography. Research in Subject-matter Teaching and Learning (RISTAL), Band 3, Nr. 1, Dezember 2020, doi:10.23770/rt1830, S. 1–29.